# Cheilosia senia
Cheilosia senia är en tvåvingeart som beskrevs av Barkalov 2001. Cheilosia senia ingår i släktet örtblomflugor, och familjen blomflugor.
Artens utbredningsområde är Sichuan (Kina). Inga underarter finns listade i Catalogue of Life.